# Мяекюла (Тюрі)
Мя́екюла (ест. Mäeküla) — село в Естонії, у волості Тюрі повіту Ярвамаа.

## Населення
Чисельність населення на 31 грудня 2011 року становила 46 осіб.

## Географія
Через населений пункт проходить автошлях 26 (Тюрі — Аркма).